# Saint-Astier (Lot i Garonna)
Saint-Astier – miejscowość i gmina we Francji, w regionie Nowa Akwitania, w departamencie Lot i Garonna.
Według danych na rok 1990 gminę zamieszkiwały 172 osoby, a gęstość zaludnienia wynosiła 18 osób/km² (wśród 2290 gmin Akwitanii Saint-Astier plasuje się na 1005. miejscu pod względem liczby ludności, natomiast pod względem powierzchni na miejscu 1093.).